# Плач Природы
«Плач Природы» (лат. De Planctu Naturae) — аллегорическая поэма Алана Лилльского, направленная против содомии, а также других грехов. Написана прозиметром под влиянием «Космографии» Бернарда Турского.

## Содержание
Поэту является Природа, описанная в стиле Марциана Капеллы, но с ещё большей демонстрацией риторических приёмов. Только описание её причёски и платья занимает десять страниц, почти четверть всего сочинения.
Природа обращается к поэту с речью: она сотворила человека по образу Макрокосма. Так же как движение планет противоположно вращению небесной тверди, так и у человека разум и чувства находятся в вечном конфликте. Этот конфликт предопределён необходимостью испытания и вознаграждения. Космос есть возвышенное состояние, в котором Бог правит как вечный император, ангелы трудятся, а люди повинуются. Природа признаёт себя скромной ученицей Бога: его труды совершенны, тогда как её труды несовершенны. Человек своё рождение получает от Природы, а возрождение от Бога. Природа не враждебна теологии: они учат не противоположным, но разным вещам (non adversa, sed diversa). Природа воплощает чистые идеи Нус.
Но человек один из всех существ ей не повинуется. Он перевернул закон половой любви. Природа возложила его исполнение на Венеру, её мужа Гименея и их сына Купидона. Но Венера сама вступила в незаконное сожительство с Антигамом (лат. Antigamus — «враг брака») и прижила с ним бастарда Посмеха (Jocus), ставшего покровителем содомитов. Оскорблённому Гименею позволяется занять место по правую руку от Природы. За ним следует в слезах Целомудрие.
Природа призывает священника Гения (Genius), который рисует на пергаменте образы всего сущего. Идеи-прообразы представлены фигурами классической античности: Елена представляет красоту, Турн храбрость, Геркулес силу, Улисс хитрость, Катон бережливость, Платон ум, Цицерон красноречие, Аристотель философию. В качестве примеров извращений изображены Терсит, распутник Парис, лжец Синон, поэты Энний и Пакувий.
В конце поэмы Гений произносит анафему всем грешникам. Автор просыпается: это было видение, пришедшее ему в состоянии экстаза.